# Embreville
Embreville – miejscowość i gmina we Francji, w regionie Hauts-de-France, w departamencie Somma.
Według danych na rok 2011 gminę zamieszkiwało 578 osób, a gęstość zaludnienia wynosiła 108 osób/km² (wśród 2293 gmin Pikardii Embreville plasuje się na 498. miejscu pod względem liczby ludności, natomiast pod względem powierzchni na miejscu 842.).